# Yusuf Yazıcı
Yusuf Yazıcı, född 29 januari 1997, är en turkisk fotbollsspelare som spelar för Lille.

## Klubbkarriär
Den 6 augusti 2019 värvades Yazıcı av franska Lille, där han skrev på ett femårskontrakt. Den 19 januari 2022 lånades Yazıcı ut till ryska CSKA Moskva på ett låneavtal över resten av säsongen 2021/2022. I september 2022 lånades han tillbaka till Trabzonspor på ett låneavtal över resten av säsongen 2022/2023.

## Landslagskarriär
Yazıcı debuterade för Turkiets landslag den 11 juni 2017 i en 4–1-vinst över Kosovo, där han blev inbytt i den 74:e minuten mot Oğuzhan Özyakup.

## Meriter
Lille
- Vinnare av Ligue 1: 2020/2021